# 高樂
高乐（Leonard Krog，1953/1954年—），加拿大政治人物，2018年起任職卑詩省乃磨市長。他曾兩度以卑詩新民主黨黨員身份擔任卑詩省議會議員，1991年-96年間代表帕克斯維爾－夸利坎選區，2005年-18年間則代表乃磨選區。

## 生平
高樂於卑詩省乃磨出生，在附近的庫姆斯（Coombs）長大，為家中四名子女的幼子。他四歲時從事伐木判工的父親遇溺身亡，母親遂重拾教職。他於1979年從卑詩大學法學院取得法律學位，翌年獲取卑詩省執業律師資格。他於1973年與莎朗（Sharon）結婚，兩人育有一子一女，並於乃磨合營律師事務所。
1991年省選，高樂代表卑詩新民主黨贏取省議會帕克斯維爾－夸利坎選區（Parksville-Qualicum）議席，首度成為省議員，在該屆省議會中充當執政新民主黨的後座議員。他於1996年省選中競逐連任，但敗予自由黨候選人賴茲馬（Paul Reitsma）。賴茲馬於1998年6月辭任省議員後，高樂參與同年12月舉辦的帕克斯維爾－夸利坎選區議席補選，但敗予自由黨的韋珠迪。
他於2001年省選改為競逐省議會乃磨選區議席，然而受當時新民主黨民望低落所拖累，他敗予自由黨的亨特（Mike Hunter）。2003年他參選卑詩新民主黨黨魁，但在次輪投票不敵詹嘉路而屈居第二。
2005年省選高樂再次於乃磨選區與亨特對壘，這次則由高樂勝出。他於2009年、2013年和2017年省選在該選區連任，並出任在野新民主黨的律政評議員。新民主黨在卑詩綠黨支持下於2017年籌組少數政府，高樂則獲任為執政黨黨團主席。
高樂於2018年市選中當選乃磨市長，同年11月30日辭任省議員。他再於2022年市選中輕鬆連任市長。

## 外部連結
- （英文）卑詩省議會網站 高樂議員簡介 （页面存档备份，存于）